# لیبرتی (آریزونا)
لیبرتی (به انگلیسی: Liberty) یک منطقهٔ مسکونی در ایالات متحده آمریکا است که در شهرستان مریکوپا، آریزونا واقع شده‌است. لیبرتی ۲۶۷٫۰۱ متر بالاتر از سطح دریا واقع شده‌است.